# Mar profundo

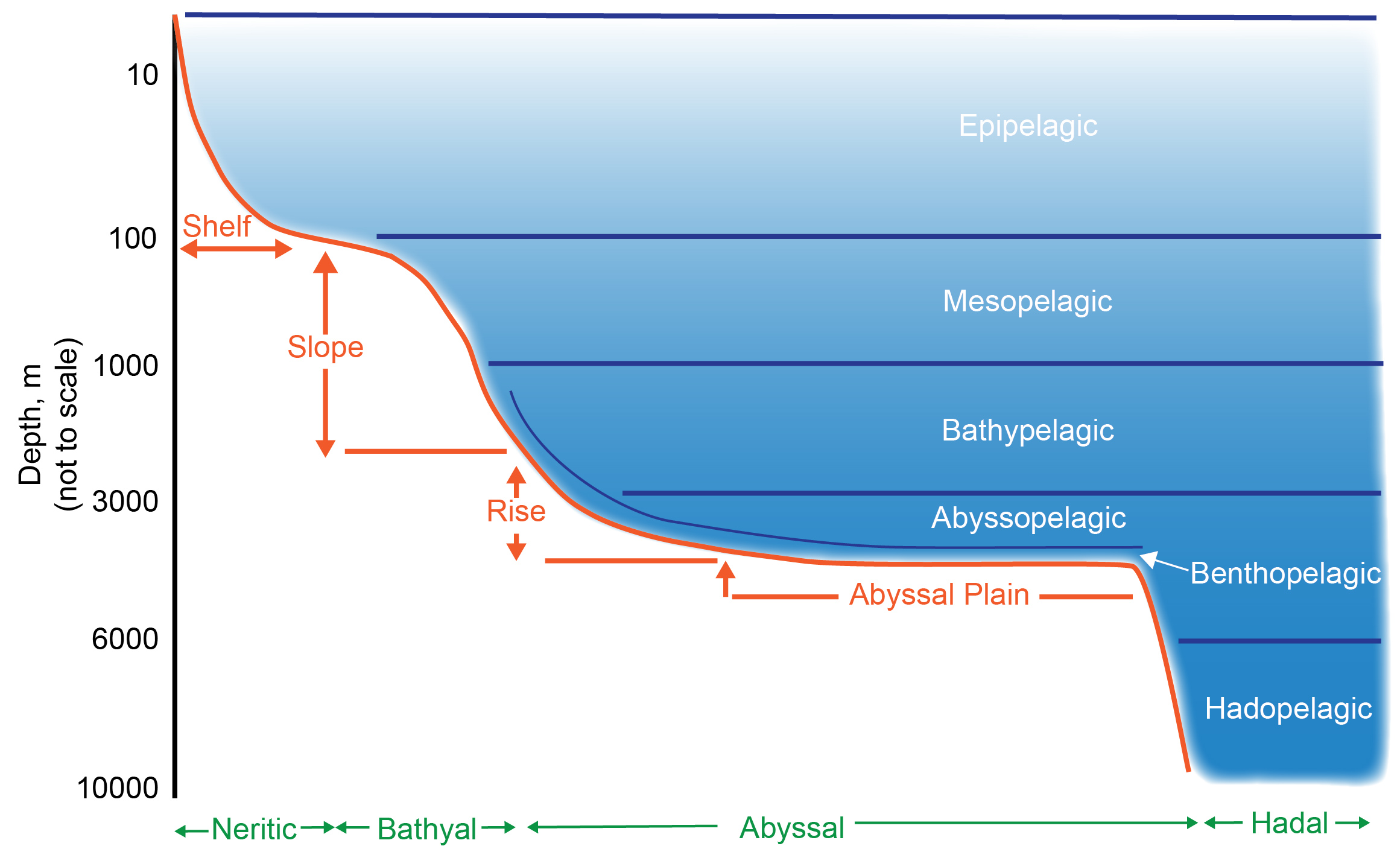
Representación esquemática de las zonas pelágicas y bentónicas

El mar profundo se refiere a la profundidad del océano donde la luz comienza a desvanecerse, a una profundidad aproximada de 200 m (660 pies) o el punto de transición entre las plataformas continentales y los taludes continentales. Las condiciones en las profundidades marinas combinan bajas temperaturas, oscuridad y alta presión. Se considera el bioma menos explorado de la Tierra, ya que las condiciones extremas dificultan el acceso y la exploración del entorno.
Los organismos que viven en las profundidades marinas poseen diversas adaptaciones para sobrevivir en estas condiciones. Pueden sobrevivir en las profundidades marinas mediante diversos métodos de alimentación, como la carroñería, la depredación y la filtración; algunos sobreviven alimentándose de nieve marina.La nieve marina es materia orgánica que cae de las capas superiores de las aguas a las profundidades marinas.
En 1960, el batiscafo Trieste descendió al fondo de la fosa de las Islas Marianas, cerca de Guam, a 10 911 m (35 797 pies; 6780 mi), el punto más profundo conocido en cualquier océano. Si el monte Everest (8848 m o 29 029 pies o 5498 mi) estuviera sumergido allí, su pico estaría a más de 2 km (1,2 mi) bajo la superficie. Tras el retiro del Trieste, el vehículo de operación remota japonés Kaikō fue el único buque capaz de alcanzar esta profundidad hasta que se perdió en el mar en 2003. En mayo y junio de 2009, el ROV híbrido Nereus regresó al abismo Challenger para una serie de tres inmersiones a profundidades superiores a los 10 900 m (35 800 pies; 6,8 mi).

## Características ambientales

### Luz
La luz natural no penetra en las profundidades oceánicas, con excepción de las partes superiores del mesopelágico. Dado que la fotosíntesis no es posible, las plantas y el fitoplancton no pueden vivir en esta zona, y como estos son los principales productores de casi todos los ecosistemas terrestres, la vida en esta zona del océano depende de fuentes de energía externas. Salvo en las zonas cercanas a las fuentes hidrotermales, esta energía proviene de la materia orgánica que desciende desde la zona fótica. Esta materia orgánica que se hunde está compuesta de partículas de algas, detritos y otros desechos biológicos, conocidos colectivamente como nieve marina.

### Presión
Dado que la presión en el océano aumenta aproximadamente 1 atmósfera por cada 10 metros de profundidad, la presión que experimentan muchos organismos marinos es extrema. Hasta hace poco, la comunidad científica carecía de información detallada sobre los efectos de la presión en la mayoría de los organismos de aguas profundas, ya que los especímenes encontrados llegaban a la superficie muertos o moribundos y no eran observables a las presiones a las que vivían. Con la llegada de trampas que incorporan una cámara especial para mantener la presión, se han recuperado metazoos de mayor tamaño de las profundidades marinas en buen estado. 

### Salinidad
La salinidad se mantiene notablemente constante en las profundidades marinas, con unas 35 partes por mil. Existen algunas pequeñas diferencias en la salinidad, pero ninguna de ellas es ecológicamente significativa, excepto en mares mayoritariamente sin salida al mar, como el Mediterráneo y el Mar Rojo.

### Temperatura
Las dos zonas con mayor gradiente de temperatura en los océanos son la zona de transición entre las aguas superficiales y las profundas, la termoclina, y la transición entre el lecho marino profundo y los flujos de agua caliente en las fuentes hidrotermales. El espesor de las termoclinas varía desde unos pocos cientos de metros hasta casi mil metros. Por debajo de la termoclina, la masa de agua del océano profundo es fría y mucho más homogénea. Las termoclinas son más intensas en los trópicos, donde la temperatura de la zona epipelágica suele superar los 20 °C (68 °F). Desde la base del epipelágico, la temperatura desciende a lo largo de varios cientos de metros hasta alcanzar los 5-6 °C a 1000 metros (41-43 °F a 1000 metros). Continúa disminuyendo hacia el fondo, pero a un ritmo mucho menor. El agua fría proviene del hundimiento de aguas superficiales pesadas en las regiones polares.
A cualquier profundidad, la temperatura se mantiene prácticamente invariable durante largos periodos, sin cambios estacionales y con muy poca variabilidad interanual. Ningún otro hábitat del planeta presenta una temperatura tan constante.
En los respiraderos hidrotermales, la temperatura del agua al emerger de las chimeneas de las "fumareras negras" puede alcanzar los 400 °C (752 °F), ya que la alta presión hidrostática evita que hierva, por lo que se trata de agua sobrecalentada. La temperatura puede descender a entre 2 y 4 °C (36 y 39 °F) en pocos metros.

## Biología
Las regiones por debajo de la epipelágica se dividen en otras zonas: comenzando por la zona batial (también considerada el talud continental), que se extiende de 200 a 3000 metros (660 a 9840 pies) bajo el nivel del mar y es esencialmente de transición, con elementos tanto de la plataforma superior como del abismo inferior. Por debajo de esta zona, las profundidades marinas se componen de la zona abisal (profundidad oceánica entre 3 y 6 km; 1,9-3,7 mi) y la zona hadal (6-11 km; 3,7-6,8 mi). El alimento consiste en materia orgánica que cae y restos de animales provenientes de la zona productiva superior, y es escaso tanto en términos de distribución espacial como temporal.
En lugar de depender del gas para su flotabilidad, muchas especies de aguas profundas poseen una carne gelatinosa compuesta principalmente de glicosaminoglicanos, lo que les proporciona una densidad muy baja. También es común entre los calamares de aguas profundas combinar el tejido gelatinoso con una cámara de flotación llena de un líquido celómico compuesto por cloruro de amonio, un desecho metabólico, que es más ligero que el agua circundante. 
Los peces de aguas medias poseen adaptaciones especiales para afrontar estas condiciones: son pequeños, generalmente menores de 25 centímetros (10 pulgadas); tienen metabolismos lentos y dietas poco especializadas, prefiriendo esperar sentados la comida en lugar de gastar energía buscándola. Tienen cuerpos alargados con músculos y estructuras esqueléticas débiles y acuosas. A menudo poseen mandíbulas extensibles y articuladas con dientes curvados. Debido a la escasa distribución de la luz y la falta de luz, encontrar pareja para reproducirse es difícil, y muchos organismos son hermafroditas.
Debido a la escasez de luz, los peces suelen tener ojos tubulares más grandes de lo normal, con solo bastones. Su campo de visión ascendente les permite detectar la silueta de posibles presas. Sin embargo, los peces presa también presentan adaptaciones para afrontar la depredación. Estas adaptaciones se centran principalmente en la reducción de las siluetas, una forma de camuflaje. Los dos métodos principales para lograrlo son la reducción del área de su sombra mediante la compresión lateral del cuerpo,  y la contrailuminación mediante bioluminiscencia. Esto se logra mediante la producción de luz de los fotóforos ventrales, que tienden a producir una intensidad luminosa tal que la parte inferior del pez tiene una apariencia similar a la luz de fondo. Para una visión más sensible con poca luz, algunos peces tienen un retrorreflector detrás de la retina. Los peces linterna poseen esta combinación, además de fotóforos, que utilizan para detectar el brillo ocular de otros peces.
Los organismos de las profundidades marinas dependen casi por completo de la materia orgánica, tanto viva como muerta, que se hunde a una velocidad de aproximadamente 100 metros al día. Además, solo entre el 1 % y el 3 % de la producción superficial llega al fondo marino, principalmente en forma de nieve marina. Esta se acumula en el fondo bentónico, aproximadamente 1 cm cada 1000 años. También se producen grandes caídas de alimento, como cadáveres de ballenas, y estudios han demostrado que pueden ocurrir con mayor frecuencia de lo que se cree actualmente. Hay muchos carroñeros que se alimentan principal o exclusivamente de grandes caídas de alimento, y se estima que la distancia entre los cadáveres de ballenas es de tan solo 8 kilómetros. Además, existen varios animales filtradores que se alimentan de partículas orgánicas mediante tentáculos, como Freyella elegans.
Los bacteriófagos marinos desempeñan un papel importante en el ciclo de nutrientes en los sedimentos de aguas profundas. Son extremadamente abundantes (entre 5×10⁻ y 1×10⁻ fagos por metro cuadrado) en sedimentos de todo el mundo.
A pesar de su aislamiento, los organismos de aguas profundas se han visto perjudicados por la interacción humana con los océanos. El Convenio de Londres busca proteger el medio marino del vertido de residuos como lodos de depuradora y residuos radiactivos. Un estudio reveló que en una región se observó una disminución de los corales de aguas profundas entre 2007 y 2011, atribuida al calentamiento global y la acidificación de los océanos, y que la biodiversidad se encuentra en sus niveles más bajos en 58 años. La acidificación de los océanos es particularmente perjudicial para los corales de aguas profundas debido a su composición de aragonito, un carbonato fácilmente soluble, y a su crecimiento particularmente lento, que tardará años en recuperarse. La pesca de arrastre de profundidad también está dañando la biodiversidad al destruir hábitats de aguas profundas, cuya formación puede tardar años. Otra actividad humana que ha alterado la biología de las profundidades marinas es la minería. Un estudio reveló que, en un yacimiento minero, las poblaciones de peces habían disminuido a los seis meses y a los tres años, y que, después de veintiséis años, las poblaciones habían regresado a los niveles previos a la perturbación.

### Quimiosíntesis
Existen varias especies que no dependen principalmente de la materia orgánica disuelta para su alimentación. Estas especies y comunidades se encuentran en respiraderos hidrotermales en las zonas de expansión del lecho marino. Un ejemplo es la relación simbiótica entre el gusano tubícola Riftia y las bacterias quimiosintéticas.[38] Esta quimiosíntesis sustenta las complejas comunidades que se encuentran alrededor de las fuentes hidrotermales. Estas complejas comunidades constituyen uno de los pocos ecosistemas del planeta que no dependen de la luz solar para su suministro de energía.[39]

### Adaptación a la presión hidrostática
Los peces de aguas profundas presentan diferentes adaptaciones en sus proteínas, estructuras anatómicas y sistemas metabólicos para sobrevivir en las profundidades marinas, donde sus habitantes deben soportar una gran presión hidrostática. Si bien otros factores como la disponibilidad de alimento y la evitación de depredadores son importantes, los organismos de aguas profundas deben tener la capacidad de mantener un sistema metabólico bien regulado ante altas presiones.Para adaptarse a este entorno extremo, estos organismos han desarrollado características únicas.
Las proteínas se ven afectadas en gran medida por la elevada presión hidrostática, ya que experimentan cambios en la organización del agua durante las reacciones de hidratación y deshidratación de los eventos de unión. Esto se debe a que la mayoría de las interacciones enzima-ligando se forman mediante interacciones con o sin carga polar. Dado que la presión hidrostática afecta tanto el plegamiento y ensamblaje de proteínas como la actividad enzimática, las especies de aguas profundas deben experimentar adaptaciones fisiológicas y estructurales para preservar la funcionalidad proteica frente a la presión.
La actina es una proteína esencial para diferentes funciones celulares. La α-actina es un componente principal de la fibra muscular y se encuentra altamente conservada en numerosas especies. Algunos peces de aguas profundas desarrollaron tolerancia a la presión mediante un cambio en el mecanismo de su α-actina. En algunas especies que viven a profundidades superiores a 5 km (3,1 mi), C. armatus y C. yaquinae presentan sustituciones específicas en los sitios activos de la α-actina, que es el componente principal de la fibra muscular. Se predice que estas sustituciones específicas, Q137K y V54A de C. armatus o I67P de C. yaquinae, son importantes para la tolerancia a la presión. La sustitución en los sitios activos de la actina produce cambios significativos en los patrones de puentes salinos de la proteína, lo que permite una mejor estabilización de la unión del ATP y la disposición de las subunidades, confirmada por el análisis de energía libre y la simulación de dinámica molecular. Se observó que los peces de aguas profundas presentan más puentes salinos en sus actinas en comparación con los peces que habitan las zonas superiores del mar.
En relación con la sustitución de proteínas, se observó la abundancia de osmolitos específicos en peces de aguas profundas sometidos a alta presión hidrostática. En ciertos condrictios, se observó que el N-óxido de trimetilamina (TMAO) aumentaba con la profundidad, reemplazando a otros osmolitos y a la urea. Debido a la capacidad del TMAO para proteger las proteínas de la desestabilización por la alta presión hidrostática, el ajuste de osmolitos constituye una adaptación importante para que los peces de aguas profundas soporten la alta presión hidrostática.
Los organismos de aguas profundas poseen adaptaciones moleculares para sobrevivir y prosperar en las profundidades oceánicas. El pez caracol de las Marianas Hadal desarrolló una modificación en el gen de la osteocalcina (arpillera), donde se detectó su terminación prematura. El gen de la osteocalcina regula el desarrollo óseo y la mineralización tisular, y la mutación por desplazamiento del marco de lectura parece haber dado lugar al cráneo abierto y a la formación de hueso cartilaginoso. Debido a la alta presión hidrostática en las profundidades marinas, los cráneos cerrados que desarrollan los organismos que viven en la superficie no pueden soportar la presión impuesta. De igual manera, los desarrollos óseos comunes observados en los vertebrados de superficie no pueden mantener su integridad estructural bajo alta presión constante.

## Exploración
Se ha sugerido que se sabe más sobre la Luna que sobre las partes más profundas del océano. Esta es una idea errónea común basada en una declaración de George E.R. Deacon de 1953 publicada en el Journal of Navigation, y se refiere principalmente a la escasa batimetría del fondo marino disponible en ese momento. La idea similar de que más personas han pisado la Luna que las que han visitado las profundidades del océano es igualmente problemática y peligrosa.
Aun así, las profundidades marinas siguen siendo una de las regiones menos exploradas del planeta Tierra. Incluso en el mesopelágico, las presiones se vuelven demasiado grandes para los métodos de exploración tradicionales, lo que exige enfoques alternativos para la investigación en aguas profundas. Las estaciones de cámaras con cebo, los pequeños sumergibles tripulados y los ROV (vehículos operados remotamente) son tres métodos utilizados para explorar las profundidades oceánicas. Debido a la dificultad y el coste de explorar esta zona, el conocimiento actual es limitado. La presión aumenta aproximadamente una atmósfera por cada 10 metros, lo que significa que algunas zonas de las profundidades marinas pueden alcanzar presiones superiores a las 1000 atmósferas. Esto no solo dificulta el acceso a grandes profundidades sin ayudas mecánicas, sino que también supone una dificultad significativa al intentar estudiar los organismos que puedan vivir en estas zonas, ya que su química celular estará adaptada a presiones tan elevadas.